# Muğla (prowincja)
Prowincja Muğla (tur. Muğla ili) – jednostka administracyjna w południowo-zachodniej Turcji, leżąca nad Morzem Egejskim, na obszarze starożytnej Karii.
3 czerwca 2025 w okolicach kurortu Marmaris w prowincji Muğla odnotowano trzęsienie ziemi o magnitudzie 5,8 w skali Richtera. 

## Dystrykty

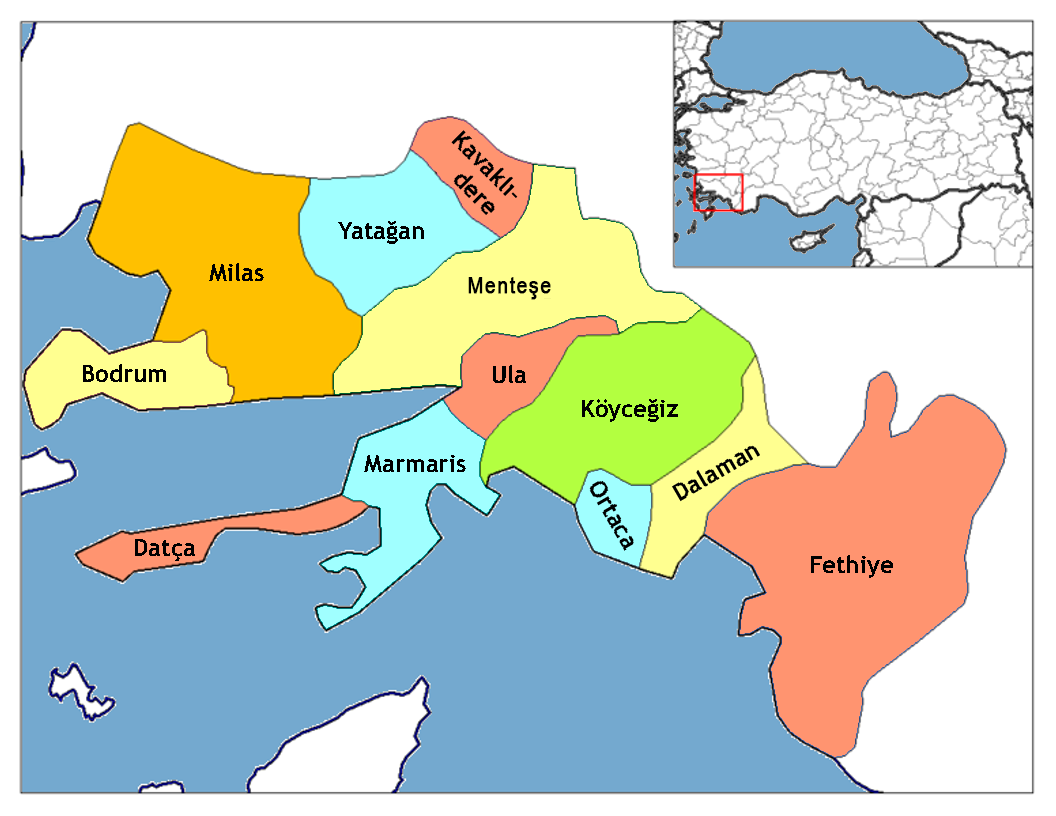
Dystrykty w prowincji Muğla

Prowincja Muğla dzieli się na dwanaście dystryktów:
- Bodrum
- Dalaman
- Datça
- Fethiye
- Kavaklıdere
- Köyceğiz
- Marmaris
- Milas
- Muğla
- Ortaca
- Ula
- Yatağan